# Sipaliwini (Fluss)
Der Sipaliwini ist der 159 km lange rechte Quellfluss des Coeroeni im Südwesten von Suriname, im gleichnamigen Distrikt Sipaliwini.

## Quellgebiet
Er entspringt in der Sipaliwini-Savanne im Grenzgebiet mit Brasilien. Die Sipaliwini-Savanne ist Bestandteil des Sipaliwini-Naturschutzgebietes.

## Flussverlauf
Westlich strömend nimmt der Sipaliwini von rechts den Koeini-, Apiego- und den Wioemikreek auf. Circa 20 km westlich vom Dorf Kwamalasamutu mündet er in den Coeroeni-Fluss.

## Besonderheiten
Der Sipaliwini ist durch felsigen Untergrund und durch viele kleine Wasserfälle gekennzeichnet. Sein Name stammt aus der Arawak-Sprache: sipa bedeutet „Stein“ und wini „Wasser“, „Fluss“.